# ورزشگاه شهر قزاق
ورزشگاه شهر قزاق (ترکی آذربایجانی: Qazax şəhər stadionu) یک ورزشگاه چندمنظوره در شهر قزاق واقع در جمهوری آذربایجان است. در حال حاضر بیشتر برای مسابقات فوتبال استفاده می‌شود و ورزشگاه خانگی باشگاه فوتبال گویازان قزاق است.
این ورزشگاه ۱۵۰۰۰ نفر گنجایش دارد.